# Eustachio Zanotti

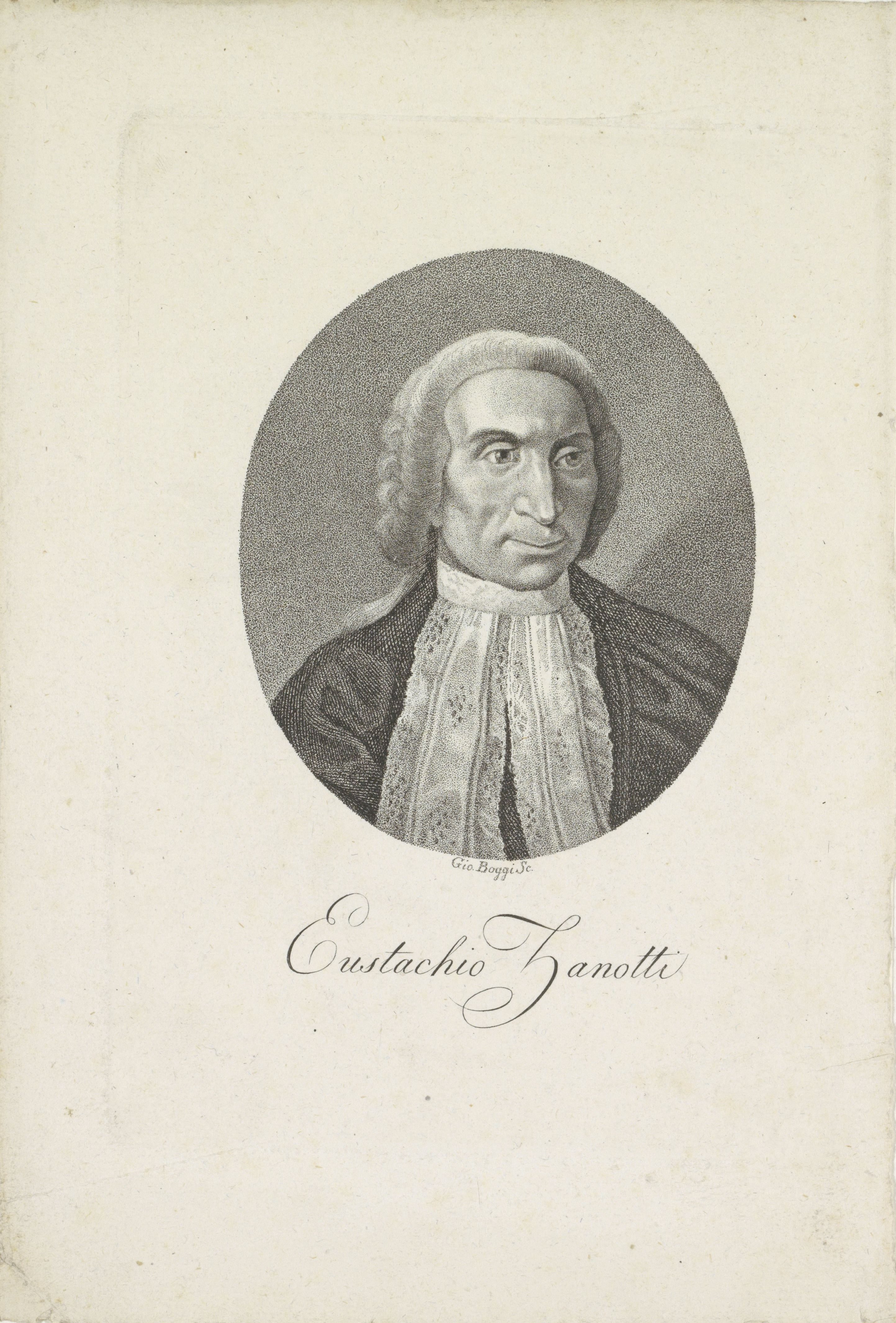
Eustachio Zanotti

Eustachio Zanotti oder Eustachius Zanotti (* 27. November 1709 in Bologna; † 15. Mai 1782 ebenda) war ein italienischer Astronom und Geometer.

## Leben und Laufbahn
Eustachio Zanotti war der Sohn des Dichters, Malers und Kunsthistorikers Giampietro Zanotti. Seine Mutter war Costanza M. Teresa Gambari.
Zanottis Onkel war der Philosoph und Professor Francesco Maria Zanotti, der an der Universität Bologna lehrte, wo auch Eustachio Zanotti studierte und im Jahre 1730 die Promotion erlangte. Er war der Schüler und später (etwa ab 1719) auch der Assistent des Astronomen Eustachio Manfredi.
Vom Jahre 1738 an lehrte Zanotti an der Universität Bologna Mechanik und hielt dort ab 1760 auch Vorlesungen über Hydraulik. Zudem wurde er im Jahre 1739 Direktor des Observatoriums von Bologna.
Zanotti war Mitglied mehrere Wissenschaftsakademien. So war er Ehrenmitglied der Akademie der Wissenschaften in St. Petersburg und Mitglied der Königlich-Preußischen Akademie der Wissenschaften sowie Fellow of the Royal Society.

## Wissenschaftliche Leistungen
Zanotti entdeckte schon in den Jahren vor 1739 zwei Kometen und machte auch später eine große Anzahl von Sonnen- und Planetenbeobachtungen. So beobachtete er etwa den Merkurdurchgang von 1753 und den Venusdurchgang von 1761.
Vom Jahre 1750 an gab Zanotti einen Sternenkatalog heraus, der sehr genau Ephemeriden präsentierte und den Zanotti bis zum Jahre 1774 weiter ergänzte. Darüber hinaus stellte er auch schon Beobachtungen veränderlicher Sterne an.
In der Geometrie leistete Zanotti mit der Abhandlung De perspectiva in theorema unum redacta einen wichtigen und originellen Beitrag zur Bewältigung des Problems der Perspektive und war damit in seiner Zeit – zusammen mit Geometern wie Willem Jacob ’s Gravesande, Brook Taylor, Johann Heinrich Lambert und Wenceslaus Johann Gustav Karsten – einer der Protagonisten dieses Zweigs der Geometrie.